# Cosson
Cosson – rzeka we Francji, przepływająca przez tereny departamentów Loir-et-Cher oraz Loiret, o długości 96,5 km. Stanowi dopływ rzeki Beuvron. 
Nad Cosson znajduje się zamek w Chambord.

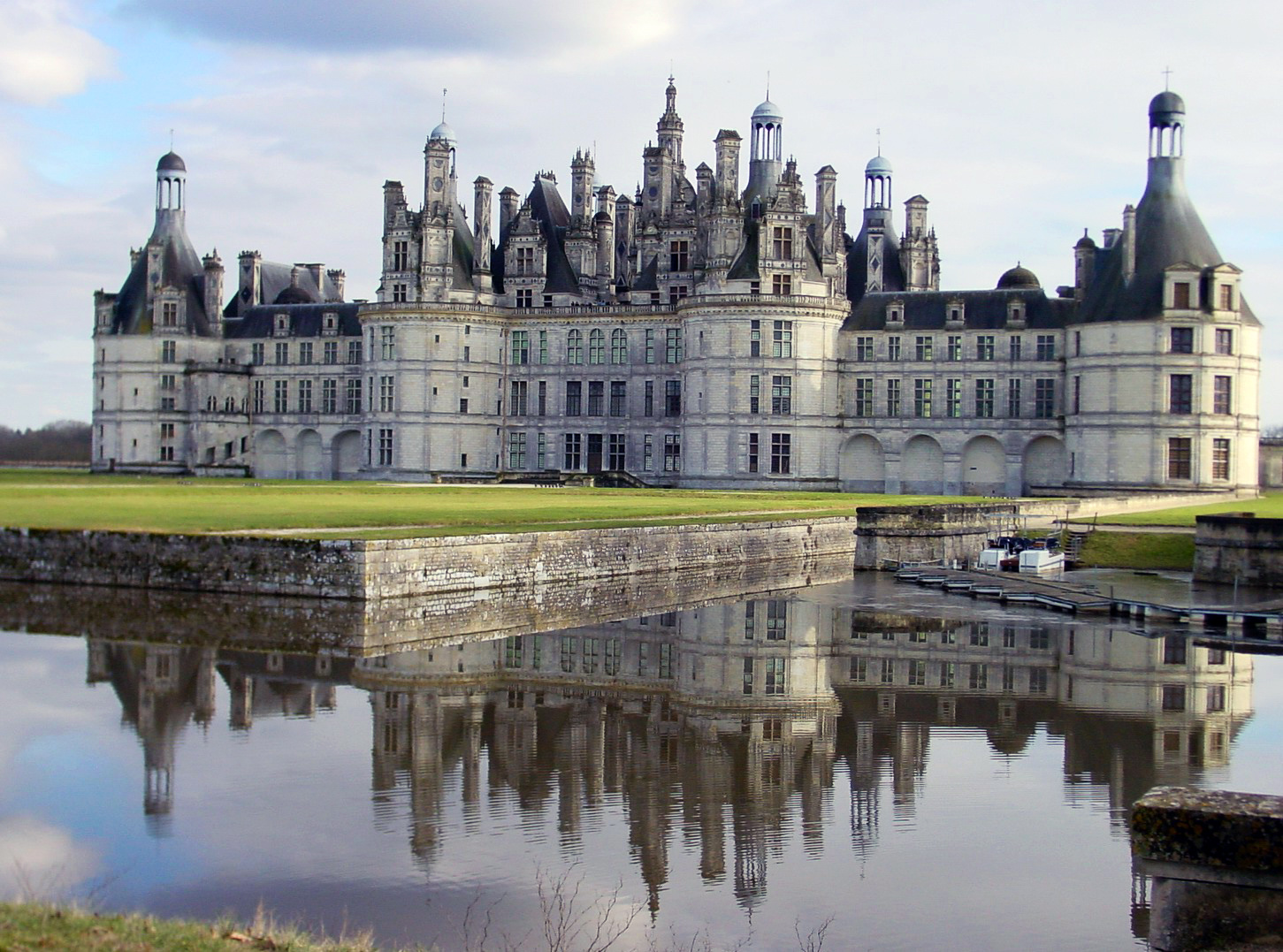
Wody rzeki Cosson zasilają kanał poprowadzony przy zamku w Chambord